# Christine Streuli
Christine Streuli (* 1975 in Bern) ist eine Schweizer Künstlerin.

## Leben
Christine Streuli wuchs in Zürich, Chicago und Langenthal auf. Von 1997 bis 2001 studierte sie an der Hochschule für Gestaltung und Kunst in Zürich und an der Hochschule der Künste in Berlin. Sie lebt und arbeitet in Berlin. 2015 wurde sie an die Universität der Künste Berlin berufen, wo sie seither eine Professur innehat.

## Werk

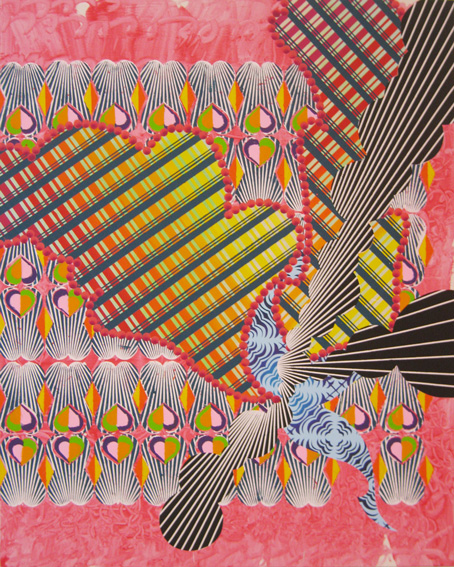
guaranteed real
Acryl und Lack auf Baumwolle
240 × 190 cm

Streuli wurde mit ihren grossformatigen, ausnehmend farbigen und ornamentalen Bildern bekannt. Häufig wurden ihre Gemälde als Farbmanifeste bezeichnet, die durch die unterschiedlichsten kulturellen Quellen inspiriert sind und welche sie zu einem dichten Kosmos vereint. Sie nimmt in der aktuellen Kunst eine besondere Stellung ein, da sie nach neuen Ausdrucksformen in der Malerei sucht, die sich weder eindeutig der Gegenständlichkeit noch der Abstraktion zurechnen lassen.
Die Bilder sind stets mehrschichtig aufgebaut, wobei sich die Künstlerin der unterschiedlichsten malerischen Verfahren bedient. Selten arbeitet sie mit dem klassischen Malerwerkzeug des Pinsels, vielmehr sprüht, schüttet oder spritzt sie Farbe auf ihre Leinwände oder bedient sich drucktechnischer Verfahren. Sie benutzt Rechen, Schablonen, Kratzer oder andere Gegenstände. Häufig wählt sie eine grelle, fast übersteigerte Farbigkeit. Streulis Ausstellungen sind meist geprägt von raumfüllenden Inszenierungen, bei denen die Malerei weit über die Ränder und Bilder hinaus strahlt und sich über die Wände, den Boden und die Decke erstreckt.
Ihre Werke sind in umfangreichen Ausstellungen im In- und Ausland zu sehen, unter anderem vertrat sie 2007 die Schweiz auf der 52. Biennale in Venedig. Ihre Arbeiten waren zudem im Aargauer Kunsthaus, im Kunsthaus Langenthal, im Kunstmuseum Luzern, im Kunstmuseum Bonn, im Haus am Waldsee in Berlin und in der Berlinischen Galerie zu sehen. Ihre Bilder sind in zahlreichen öffentlichen Sammlungen, darunter im Kunsthaus Zürich, in der Berlinischen Galerie – Landesmuseum für Moderne Kunst, Fotografie und Architektur, dem Museum Folkwang Essen und dem Kunstpalast Düsseldorf, vertreten.

## Auszeichnungen, Preise und Stipendien
- 2020: BEWE Kunstpreis 2020, BEWE Stiftung Basel, Schweiz
- 2017: Fred-Thieler-Preis 2017, Berlinische Galerie – Landesmuseum für Moderne Kunst, Fotografie und Architektur, Berlin, Deutschland
- 2009/10: Artist in Residence in London, England, Landis & Gyr Stiftung, Schweiz
- 2006: Artist in Residence in San Francisco, USA, Headlands Center for the Arts, Stadt Zürich, Schweiz
- 2005: Kiefer Hablitzel Preis, Kiefer Hablitzel Stiftung, Schweiz; Nominierung für den Dorothea-von-Stetten-Kunstpreis, Kunstmuseum Bonn, Deutschland
- 2004/05/06: Swiss Art Awards, Schweizer Bundesamt für Kultur, Schweiz
- 2003: Artist in Residence in Kairo, Ägypten, Pro Helvetia, Zürich, Schweiz
- 2001/02: International Studio & Curatorial Program (ISCP), New York, USA, Yvonne Lang Chardonnens Stiftung Zürich, Schweiz

## Einzelausstellungen (Auswahl)
- 2021: Übertragung Transmission, Galerie Mark Müller, Zürich, Schweiz
- 2020: Lange Arme, kurze Beine, Kunstmuseum Thun, Schweiz
- 2019: Art and Love, Anglim Gilbert Gallery, San Francisco, USA
- 2019: Give me more!, Galeria Filomena Soares, Lissabon, Portugal
- 2018: Smokescreen, Galerie Mark Müller, Zürich, Schweiz
- 2017: Christine Streuli. Fred-Thieler-Preis 2017, Berlinische Galerie – Landesmuseum für Moderne Kunst, Fotografie und Architektur, Berlin, Deutschland
- 2016 Hello paranoia!, Galerie Mark Müller, Zürich, Schweiz
- 2015 Ikelackebana_01, Galerie Monica De Cardenas, Lugano, Schweiz
- 2014 Ikelackebana_02, Galerie Monica De Cardenas, Mailand, Italien
- 2014 Kragenweite/colar size: 36, Galerie Sfeir-Semler, Hamburg, Deutschland
- 2013 Nonstoppainting, Haus am Waldsee, Berlin, Deutschland
- 2012 One piece jump in, Galerie Mark Müller, Zürich, Schweiz
- 2011 Mini maxi mental mess, Galerie Monica De Cardenas, Zuoz, Schweiz
- 2011 Schieflage, Galerie Rupert Pfab, Düsseldorf, Deutschland
- 2010 Leftovers, too much, too little, too fast, too slow, Galerie Mark Müller, Zürich, Schweiz
- 2009 Christine Streuli, Kunstverein Oldenburg, Deutschland
- 2008 Du hier ich dort, Galerie Rupert Pfab, Düsseldorf, Deutschland
- 2008 fusion food, Aargauer Kunsthaus Aarau, Schweiz
- 2008 bitter sweet sweet, Galerie Monica De Cardenas, Mailand, Italien
- 2008 I don’t believe you, ART Unlimited/ART Basel, Schweiz
- 2008 Stinkeblume, Galerie Sfeir-Semler, Hamburg, Deutschland
- 2007 52. Biennale Venedig, Venedig, Italien
- 2007 Dreamliner goes Pitbull, Galerie Mark Müller, Zürich, Schweiz
- 2007 Christine Streuli / Bruno Jakob, Kunsthaus Langenthal, Schweiz
- 2005 Bekanntmachung/Bilderstreit, Kunsthalle Zürich, Schweiz
- 2005 double it, Galerie Monica De Cardenas, Mailand, Italien
- 2005 ensemble ensemble, kuratiert von Roman Kurzmeyer, Kunstraum Kreuzlingen, Schweiz
- 2005 dicht dran, Galerie Sfeir-Semler, Hamburg, Deutschland
- 2004 nedma eksam, Amden, Schweiz
- 2004 Projektraum Enter, Kunstmuseum Thun, Schweiz
- 2004 Tollkirschen, Galerie Sfeir-Semler, Hamburg, Deutschland
- 2003 longing/belonging, Galerie Mark Müller, Zürich, Schweiz
- 2003 homeland, Galerie Mashrabeja Kairo, Ägypten
- 2002 something in common, Massimo Audiello Gallery, New York, USA
- 2002 Hunter, Showroom, Hunter College for Fine Arts, New York, USA

## Gruppenausstellungen (Auswahl)
- 2017 Unpainted, Art Gallery of New South Wales, Sydney, Australien
- 2017 Vitales Echo, Künstlerhaus Bethanien, Berlin, Deutschland
- 2016 My abstract world, me collection Berlin, Deutschland
- 2015 My lonley days are gone, Part 2, Galerie Arratia Beer, Berlin, Deutschland
- 2015 Gallery 3010, Sfeir-Semler Gallery, Beirut, Libanon
- 2014 Off the wall, Kunsthalle Nürnberg, Deutschland
- 2014 You imagine what you desire, 19. Biennale of Sydney, Sydney, Australia
- 2014 Revolution: John Chamberlain, Christine Streuli, Ida Ekblad, Kunstmuseum Luzern, Schweiz
- 2012 Jörg Sasse / Christine Streuli, Galerie Rupert Pfab, Düsseldorf, Deutschland
- 2010 Wir sind Orient. Zeitgenössische Arabesken, Marta Herford, Herford, Deutschland
- 2010 Philip Taaffe, Christine Streuli, Timo Nasseri, Sfeir-Semler Gallery, Beirut, Libanon
- 2009 Boden und Wand/Wand und Fenster/Zeit, Helmhaus Zürich, kuratiert von Roman Kurzmeyer
- 2006 Swiss Art Awards, ART Basel, Schweiz
- 2005 Devil’s Punchbowl, Christopher Grimes Gallery, Los Angeles, USA
- 2005 Rainbow, Galerie Sfeir-Semler Beirut, Libanon
- 2005 Swiss Art Awards, ART Basel, Schweiz
- 2005 aufgedeckt, Galerie Mark Müller, Zürich, Schweiz
- 2005 Dorothea von Stetten-Kunstpreis, Kunstmuseum Bonn, Deutschland
- 2005 Forme Originarie, Galerie Galica, Mailand, Italien
- 2004 Reanimation, Kunstmuseum Thun, Schweiz
- 2004 Malerei, Kunstverein Arnsberg, Deutschland
- 2004 Swiss Art Awards, ART Basel, Schweiz
- 2004 Bilder der Malerei, Galerie Mark Müller, Zürich, Schweiz
- 2004 dalla pagina allo spazio, Museo Cantonale d’Arte Lugano, Schweiz
- 2003 Neue Räume, Aargauer Kunsthaus Aarau, Schweiz
- 2003 Fragmente des Paradieses, Kunsthalle Palazzo Liestal, Schweiz
- 2002 Spieglein Spieglein an der Wand..., Galerie Mark Müller, Zürich, Schweiz

## Werke in öffentlichen Sammlungen (Auswahl)
Werke von Christine Streuli befinden sich unter anderem in Museumssammlungen wie im Kunsthaus Zürich, im Aargauer Kunsthaus Aarau, im Museum zu Allerheiligen Schaffhausen, in der Kunstsammlung der Stadt Zürich, der Kunstsammlung des Kantons Zürich, in der Bundeskunstsammlung / Bundesamt für Kultur, im Museum Folkwang Essen, Im Kunstpalast Düsseldorf, in der Berlinischen Galerie – Landesmuseum für Moderne Kunst, Fotografie und Architektur sowie unter anderem in Unternehmenssammlungen wie der Sammlung BEKB I BCBE, der Kunstsammlung Julius Bär, der Kunstsammlung der Zürcher Kantonalbank, der Sammlung Schweizerische Nationalbank und der Sammlung UBS AG.